# U-17-Fußball-Europameisterschaft 2008
Die 26. U-17-Fußball-Europameisterschaft wurde vom 4. bis 16. Mai 2008 in der Türkei ausgetragen. Spanien wurde zum 8. Mal Europameister und konnte seinen Titel somit verteidigen. Im Finale besiegten die Iberer Frankreich mit 4:0. Deutschland und Österreich konnten sich nicht qualifizieren, die Schweiz schied in der Gruppenphase aus.
Die Endrunde wurde in drei Stadien in Antalya ausgetragen: Im World of Wonder Football Center (550 Sitzplätze), im Mardan-Stadion (7.428 Sitzplätze) und im Antalya-Atatürk-Stadion (11.738 Sitzplätze), wobei in letzterem nur in der K.o.-Runde gespielt wurde.

## Qualifikation
An der Qualifikation nahmen 52 Mannschaften teil. Diese wurden in 13 4er-Gruppen aufgeteilt. Die Gruppen wurden an wenigen Tagen im Herbst 2007 in einem der an der Gruppe teilnehmenden Länder, darunter Deutschland ausgespielt. Aus diesen Gruppen kamen 28 Mannschaften in sieben 4er-Gruppen der 2. Qualifikationsrunde, an der noch alle deutschsprachigen Länder teilnahmen. Die Gruppensieger der 2. Qualifikationsrunde qualifizierten sich neben dem Gastgeber Türkei für die Endrunde.

## Modus
Die vier Mannschaften jeder Gruppe trafen je einmal aufeinander, wobei der Gewinner einer Partie drei Punkte und im Falle eines Unentschiedens beide Mannschaften je einen Punkt erhielten. Die punktbesten Teams jeder Gruppe trafen im Halbfinale aufeinander, wo jeweils Sieger der einen Gruppe gegen den Zweitplatzierten der anderen Gruppe spielte. Die Sieger des Halbfinales ermittelten im Finale den Europameister.

## Teilnehmer
An der Endrunde nahmen folgende Mannschaften teil:
| - Türkei (Gastgeber) - Niederlande - Serbien - Schottland | - Spanien (Titelverteidiger) - Frankreich - Schweiz - Irland |

### Mannschaften aus dem deutschsprachigen Raum

#### SFV-Auswahl
| Spieler               | Verein             |
| --------------------- | ------------------ |
| 01 René Borkovic      | FC Zürich          |
| 02 Bigambo Rochat     | Lausanne-Sports    |
| 03 Fabio Daprelà      | Grasshopper Zürich |
| 04 Philippe Koch      | FC Zürich          |
| 05 Michael Lang       | FC St. Gallen      |
| 06 Steven Ukoh        | Young Boys Bern    |
| 07 David Frey         | FC Thun            |
| 08 Taulant Xhaka      | FC Basel           |
| 09 Nassim Ben Khalifa | Lausanne-Sports    |
| 10 Admir Mehmedi      | FC Zürich          |
| 11 Alexandre Pasche   | Lausanne-Sports    |
| 12 Hrvoje Bukovski    | SC Freiburg        |
| 13 Patrick Dürig      | Young Boys Bern    |
| 14 Fisnik Sabedini    | FC Zürich          |
| 15 Xherdan Shaqiri    | FC Basel           |
| 16 Stefano Milani     | FC Lugano          |
| 17 Dino Rebronja      | Young Boys Bern    |
| 18 Sven Lehmann       | FC St.Gallen       |

- Trainer: Yves Debonnaire

## Vorrunde

### Gruppe A
| Pl. | Land        | Sp. | S | U | N | Tore    | Diff. | Punkte |
| --- | ----------- | --- | - | - | - | ------- | ----- | ------ |
| 1.  | Türkei      | 3   | 2 | 1 | 0 | 004:000 | +4    | 07     |
| 2.  | Niederlande | 3   | 2 | 0 | 1 | 003:300 | ±0    | 06     |
| 3.  | Serbien     | 3   | 1 | 1 | 1 | 002:100 | +1    | 04     |
| 4.  | Schottland  | 3   | 0 | 0 | 3 | 000:500 | −5    | 0      |

|                       |   |             |           |
| 4. Mai 2008 um 15:00  |   |             |           |
| Schottland            | – | Serbien     | 0:2 (0:1) |
| 4. Mai 2008 um 18:00  |   |             |           |
| Türkei                | – | Niederlande | 3:0 (1:0) |
| 7. Mai 2008 um 16:00  |   |             |           |
| Türkei                | – | Schottland  | 1:0 (1:0) |
| 7. Mai 2008 um 18:00  |   |             |           |
| Niederlande           | – | Serbien     | 1:0 (1:0) |
| 10. Mai 2008 um 16:00 |   |             |           |
| Serbien               | – | Türkei      | 0:0       |
| Niederlande           | – | Schottland  | 2:0 (1:0) |

### Gruppe B
| Pl. | Land       | Sp. | S | U | N | Tore    | Diff. | Punkte |
| --- | ---------- | --- | - | - | - | ------- | ----- | ------ |
| 1.  | Spanien    | 3   | 2 | 1 | 0 | 008:400 | +4    | 07     |
| 2.  | Frankreich | 3   | 2 | 1 | 0 | 007:400 | +3    | 07     |
| 3.  | Schweiz    | 3   | 1 | 0 | 2 | 001:400 | −3    | 03     |
| 4.  | Irland     | 3   | 0 | 0 | 3 | 002:600 | −4    | 0      |

|                       |   |            |           |
| 4. Mai 2008 um 15:00  |   |            |           |
| Frankreich            | – | Irland     | 2:1 (0:1) |
| 4. Mai 2008 um 18:00  |   |            |           |
| Spanien               | – | Schweiz    | 2:0 (0:0) |
| 7. Mai 2008 um 15:00  |   |            |           |
| Irland                | – | Schweiz    | 0:1 (0:0) |
| 7. Mai 2008 um 19:00  |   |            |           |
| Frankreich            | – | Spanien    | 3:3 (1:1) |
| 10. Mai 2008 um 19:00 |   |            |           |
| Schweiz               | – | Frankreich | 0:2 (0:1) |
| Irland                | – | Spanien    | 1:3 (1:0) |

## Finalrunde
Das 1. Halbfinale stieg am 13. Mai 2008, 17:30 Uhr und das 2. Halbfinale am 13. Mai 2008, 20:00 Uhr. Das Finale fand am 16. Mai 2008 um 18:30 Uhr statt.
|  | Halbfinale  | Halbfinale |            |         | Finale | Finale |
|  |             |            |            |         |        |        |
|  |             |            |            |         |        |        |
|  | Türkei      | 01 (3)0    |            |         |        |        |
|  | Frankreich  | 01 (4)2    |            |         |        |        |
|  |             |            | Frankreich | 0       |        |        |
|  |             |            |            | Spanien | 4      |        |
|  | Spanien     | 021        |            |         |        |        |
|  | Niederlande | 010        |            |         |        |        |
|  |             |            |            |         |        |        |

1 Sieg nach Verlängerung
2 Sieg nach Elfmeterschießen

### Finale
| Frankreich                                            | Frankreich | Spanien | Spanien |
| ----------------------------------------------------- | --- | --- | ------- |
| Frankreich                                            | \| 16. Mai 2008 um 18:30 Uhr in Antalya (Mardan-Stadion) \| \| Ergebnis: 0:4 (0:1) \| \| Zuschauer: 600 \| \| Schiedsrichter: Libor Kovarik ( Tschechien) \| | \| 16. Mai 2008 um 18:30 Uhr in Antalya (Mardan-Stadion) \| \| Ergebnis: 0:4 (0:1) \| \| Zuschauer: 600 \| \| Schiedsrichter: Libor Kovarik ( Tschechien) \|                                                                  | Spanien |
| Frankreich                                            | Anthony Mfa Mezui – Joël Adegoroye (41. Loïc Nego), Sébastien Faure, Gueïda Fofana , Timothée Kolodziejczak – Enzo Reale, Loïc Damour (48. André Auras) – Gilles Sunu, Clément Grenier (50. Willy Boly), Gaël Kakuta, Yannis Tafer Cheftrainer: Francis Smerecki | Alex – Martín Montoya, Jorge Pulido, Ion Gaztanaga, Carles Planas – Oscar Sielva, Alvaro López – Keko, Thiago (68. Sergio Canales), Adriá Carmona (55. Manu) – Sergi García (74. Rubén Rochina) Cheftrainer: Juan Santisteban | Spanien |
| Frankreich                                            | 0:1 Keko (31.) 0:2 García (46.) 0:3 Alcántara (63., Elfmeter) 0:4 Gavilán (69.) | | Spanien |
| Frankreich                                            | Sunu (3.), Nego (45.), Auras (53.), Faure (61.), Reale (68.), Fofana (68.) | Gaztanaga (27.), Carmona (35.), Pulido (80.+1') | Spanien |
| 16. Mai 2008 um 18:30 Uhr in Antalya (Mardan-Stadion) | | |         |
| Ergebnis: 0:4 (0:1)                                   | | |         |
| Zuschauer: 600                                        | | |         |
| Schiedsrichter: Libor Kovarik ( Tschechien)           | | |         |

## Schiedsrichter
- Angel Angelov
- Anders Hermansen
- Tero Nieminen
- Gediminas Mažeika
- Hubert Siejewicz
- Libor Kovarik

## Beste Torschützen
| Platz | Spieler       | Tore |
| ----- | ------------- | ---- |
| 1     | Yannis Tafer  | 4    |
| 2     | Thiago        | 3    |
|       | Sergio García | 3    |

## Mannschaft des Turniers
| Torhüter               | Abwehr                                                                                        | Mittelfeld                                                               | Stürmer                                                                                       | Bester Spieler  |
| ---------------------- | --------------------------------------------------------------------------------------------- | ------------------------------------------------------------------------ | --------------------------------------------------------------------------------------------- | --------------- |
| Jeroen Zoet Metin Uçar | Eren Sertaç Timothée Kolodziejczak Michael Lang Martín Montoya Jorge Pulido Ricardo van Rhijn | Alvaro López Jordy Clasie Gueïda Fofana Gökhan Töre Soner Aydoğdu Thiago | Danijel Aleksić Geoffrey Castillion Gaël Kakuta Keko Sergio García Rubén Rochina Yannis Tafer | Danijel Aleksić |